# Boz Boorer
Martin James Boorer dit Boz Boorer, né le 19 mai 1962 à Edgware, Middlesex, Angleterre, est un guitariste et producteur de musique britannique.
Il est principalement connu pour avoir fondé le groupe de new wave et rockabilly The Polecats, puis pour son travail en tant que co-auteur, guitariste et directeur artistique avec Morrissey.
Boz Boorer a également participé à l'écriture et la réalisation de la majorité des morceaux du neuvième album studio d'Adam Ant, Adam Ant is the Blueblack Hussar in Marrying the Gunner's Daughter, paru en 2013.